# Cerro de las Tres Cruces (Medellín)
El Cerro de las Tres Cruces es un cerro tutelar de la ciudad de Medellín, Colombia. El cerro antes era propiedad privada, pero gracias a la adquisición paulatina de lotes ubicados en este cerro por parte de la alcaldía, ya es público y se convertirá en un parque ambiental. El cerro, también llamado Morro Pelón, inicia a una altitud de los 1600 m hasta los 1935 m s. n. m., es decir con más de 300 m entre base y cima. Área Total 107,28 ha. Al cerro ascienden diariamente gran cantidad de población de la ciudad para la práctica deportiva saludable y recreativa. Junto el Cerro Pan de Azúcar, Cerro El Salvador, Cerro El Volador, Cerro La Asomadera, Cerro El Picacho, Cerro Nutibara y el Cerro Santo Domingo, conforma el grupo de los llamados cerros tutelares de la ciudad de Medellín, una red de accidentes geográficos a lo largo del Valle del Aburrá que posee un importante valor histórico, arqueológico, ecológico y turístico. Según el Plan de Manejo Ambiental del Cerro, publicado en el 2009, esta colina se formó “al principio de la incisión final (hundimiento) del Valle de Aburrá hace unos dos millones de años”.

## Ubicación
El Cerro está ubicado dentro del corregimiento Altavista , al suroccidente de la ciudad de Medellín. El cerro tiene dos accesos principales:
- El primero es una carretera destapada que se desprende a la derecha de la vía al Corregimiento Altavista en el kilómetro 1. Aunque la vía es de sólo 2 kilómetros, la extrema pendiente y las condiciones del terreno hace que no sea posible transitarla en cualquier tipo de vehículo.
- El segundo es un sendero de tierra que sale del Barrio Loma de los Bernal, en Belén. El sendero consta de 1,1 kilómetros y tiene diferentes niveles de dificultad, siendo muy pendiente en algunos tramos. Además, no posee mucha sombra ni fuentes de agua por lo que se recomienda utilizar vestuario apropiado y llevar agua. El recorrido es de aproximadamente 30 minutos.

## Turismo

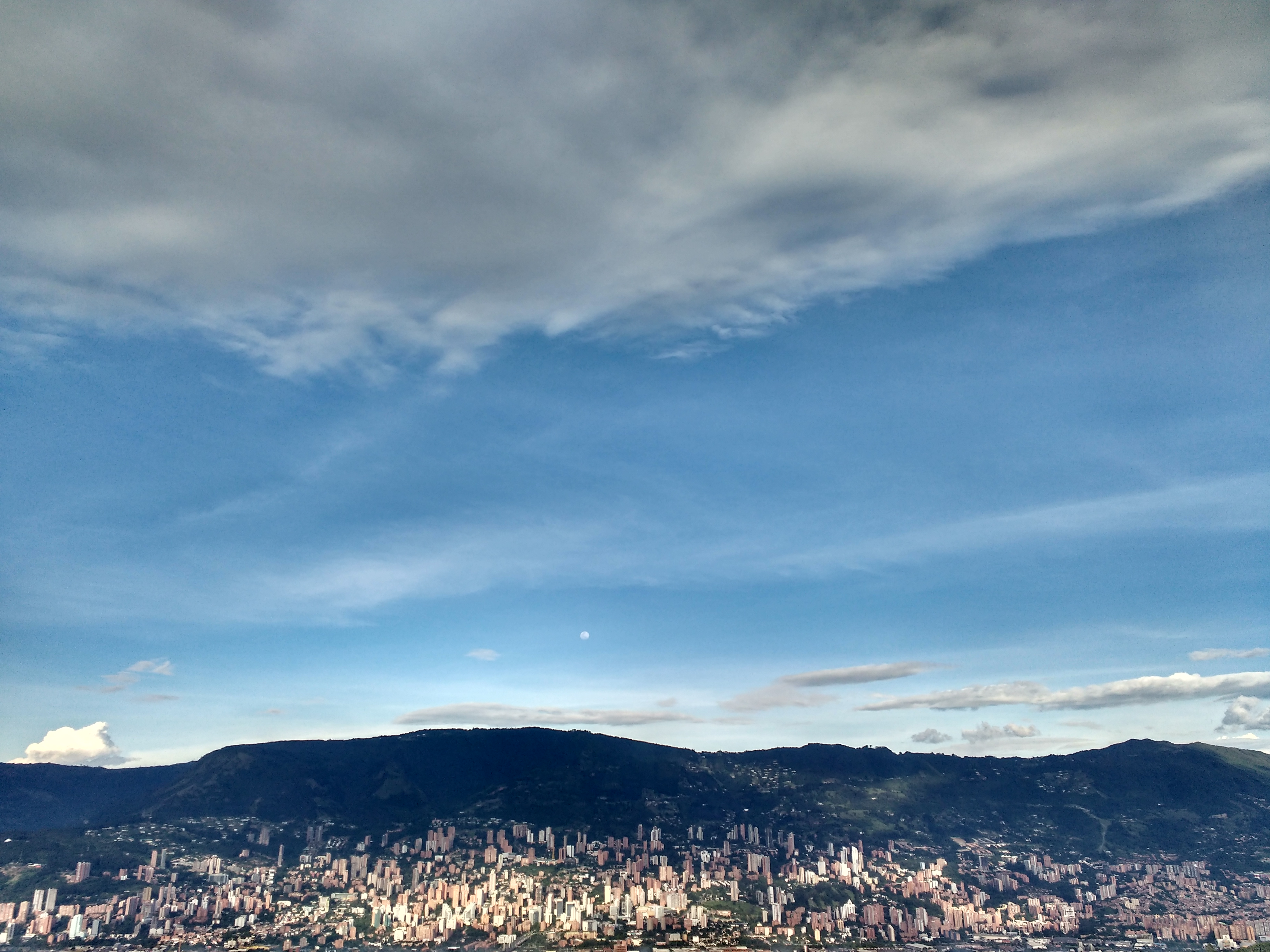
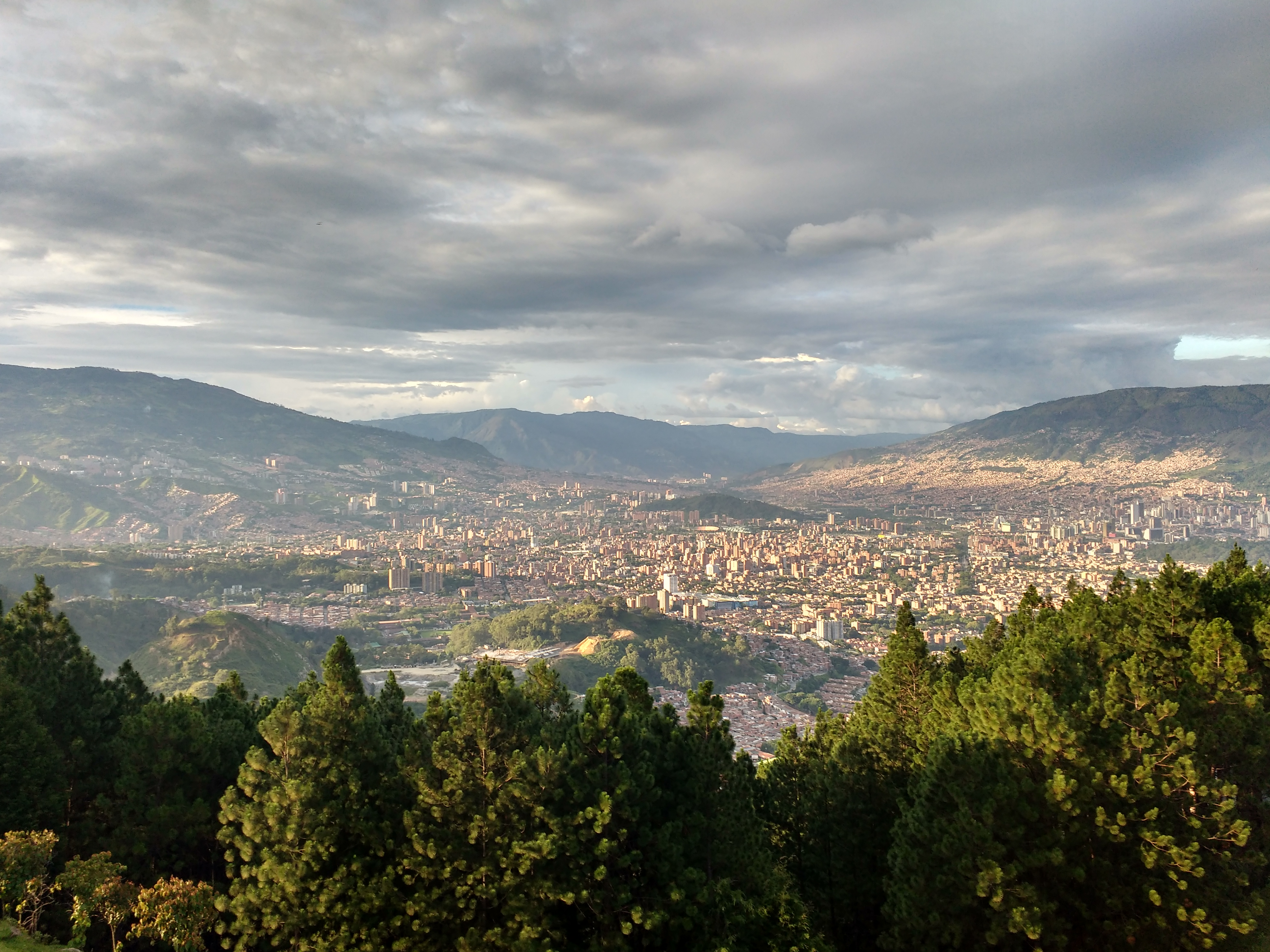

El Cerro de las Tres Cruces es un lugar de deporte y esparcimiento para los habitantes de la ciudad de Medellín, especialmente para quienes habitan la Comuna 16 (Belén). El cerro es objeto de extensas peregrinaciones de deportistas, especialmente durante los fines de semana. En la cima del cerro hay improvisados puestos de venta de alimentos y bebidas en las horas de la mañana. En el lugar existen también unas instalaciones de acondicionamiento físico al aire libre que fueron gestionadas e instaladas por los propios deportistas que frecuentan el cerro.

### Monumento a las Tres Cruces
En la cima del cerro se encuentran tres cruces metálicas que fueron construidas como un símbolo de las tres cruces del calvario de Jesucristo. Estas tres cruces se han convertido en un lugar de peregrinación.

## Uso del suelo
De acuerdo con el estudio del Plan de Manejo Ambiental y Gestión del Cerro-2009, Los usos actuales del suelo son: pecuario (81.2%), protector (10%), mixto (2.2%), recreativo (1.8%), agrícola (1.3%), productor (0.7%) y sin uso definido (0.1%). Los usos potenciales para el cerro son: uso agropecuario
39,43 ha (40%) y uso de conservación-protección 69,44 ha (60%). Presenta conflictos por usos del suelo muy inadecuado en un 67,26%. Está afectado en gran parte por erosión con amenaza de movimientos en masa. La propuesta del Plan de Manejo incluye 7,3 km de senderos entre adecuación, restauración
y generación; sería una transición entre el suelo urbano y el rural, y propone el mejoramiento de los espacios destinados al acondicionamiento físico y la recreación.

## Problemáticas

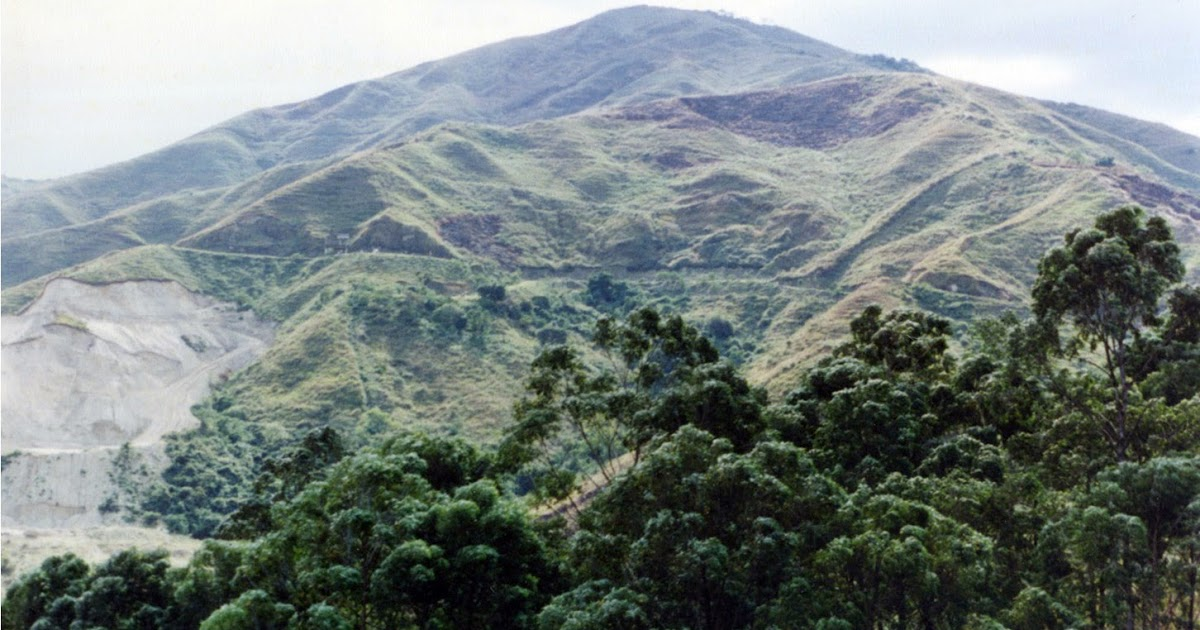

Las principales problemáticas del Cerro de Las Tres Cruces, según los funcionarios de Parques de Antioquia, son la fragmentación y venta de sus predios, la tenencia de la tierra y el uso recreativo de deporte en bicicleta, el cual causa una fuerte erosión. El 90% del cerro es de propiedad privada, el municipio adelanta alternativas de adquisición de predios y mejoras, a través de subsidios y pagos de compensaciones económicas. Otra de las problemáticas que afecta al cerro son los incendios forestales, según informes del Departamento Administrativo de Gestión del Riesgo de Desastres DAGRD.